# Antoine Pierre de Narbonne
Antoine Pierre de Narbonne de Talairan,  mort à Talairan le 22 juillet 1499, est un prélat français  du XVe siècle . Il est fils de Jean de Narbonne, baron de Talairan, et de Sibille de Carmain.

## Biographie
Antoine Pierre de Narbonne est abbé de Grand Selve et de Fontfroide. Il est évêque de Vabres à partir de 1486. Son frère Louis lui succède en 1499.